# Kuriali
Kuriali (latinsko curiales, iz co + viria, 'zbor moških') so bili v Rimskem cesarstvu sprva vodilni člani klanov (gentes) Rima. Njihove vloge so bile posvetne in verske. Vsak klan (gens) je imel voditelja, imenovanega curio. Zbor voditeljev klanov je vodil curio maximus. 

## Zgodovina
S širitvijo cesarstva se je rimski model oblasti prenašala tudi v kraje in mesta, ki so prišla pod rimsko oblast. V poznem cesarstvu so kuriali postali trgovci, poslovneži in posestniki srednjega razreda, ki so služili lokalni oblasti kot lokalni sodniki in dekurioni. Od njih se je pričakovalo, da bodo pridobivali sredstva za gradnjo javnih zgradb in templjev, organiziranje festivalov in iger in vzdrževanje lokalnih družbenih ustanov. Stroške so pogosto plačevali iz lastnega žepa, da bi si pridobili ugled. Od sredine 3. stoletja je plačevanje postalo obveznost, saj je Konstantin I. zaplenil mestna darila, lokalne davke in dajatve in najemnine mestnih zemljišč in zgradb. Julijan (vl. 360-363) jim je to vrnil,  Valentinijan I. (363–375) in Valens (364–378) pa sta vire ponovno zaplenila. V 4. stoletju so mesta težko vzdrževala svojo javno infrastrukturo in javne dobrine tudi s pomočjo centralne vlade. 
Kuriali so bili odgovorni tudi za pobiranje cesarskih davkov, zagotavljanje hrane in nastanitve za vojsko ter cesarsko pošto (cursus publicus), če je šla preko njihovega ozemlja. 
V 4. in 5. stoletju je članstvo v kurialnem razredu postalo finančno uničujoče za vse, razen za najbogatejše. Slednji so v mnogo primerih lahko kupili oprostitve svojih obveznosti, zlasti na Zahodu, ki ga je prizadelo naseljevanje tujih plemen. Priseljenci so motili državno upravo in od leta 400 do 600 pospešili padec življenjskega standarda za polovico. Številni kurijali so poskušali pobegniti od svojih obveznosti tako, da so se vpisali v vojsko, vključili v cesarsko vlado ali cerkev ali pridobili senatorski položaj. Cesarska vlada je skušala to preprečiti. Kurijali in/ali njihovi sinovi, za katere je bilo ugotovljeno, da so pobegnili, preden so izpolnili svoje obveznosti, so bili vrnjeni na svoje položaje. 
Cesar Julijan je poskušal preprečiti takšen razvoj s povečanjem velikosti kurialnih svetov, s čimer je bolj enakomerno porazdelil bremena. Njegov poskus ni bil uspešen, saj je umrl, preden je svojo reformo izpeljal do konca. Tudi druga prizadevanja, da bi se stanje popravilo, so bila neuspešna in pomen svetov se je v poznem rimskem obdobju zmanjšal. V 5. stoletju je upravljanje mest vedno bolj prehajalo v roke zunanjih skupin 'znamenitih', sestavljenih iz oseb, ki jim ni bilo treba pripadati mestnim svetom: senatorjev, magnatov, nekdanjih vojaških častnikov, bogatejših nekdanjih dvorjanov, škofov, nekdanjih visokih cesarskih uradnikov in nekaterih drugih.

## Dekurion
Dekurion je bil v Rimskem cesarstvu član mestnega senata. Dekurioni o izhajali iz srednjega družbenega razreda, ki so ga sestavljali predvsem bogati meščani. Položaj dekuriona je nastal z odločitvijo Rima leta 125 pr. n. št., da uradniki v latinskih kolonijah v Italiji postanejo rimski državljani, da bi pridobili njihovo lojalnost.
Dekurioni so bili najmočnejše politične osebnosti na lokalni ravni. Odgovorni so bili za javna naročila, verske obrede, zabavo in vzdržaevanje reda. Za cesarsko vlado je bilo morda najpomembnejše to, da so nadzirali pobiranje lokalnih davkov. 
Na začetku rimskega cesarskega obdobja so aristokrati intenzivno poskušali priti na položaj dekuriona, ki je bil znak prestiža. Dobili bi sedeže v prvi vrsti gledališča in bili sprejeti v razred častnih mož. Ko so bili izvoljeni, so morali plačevati velike vsote lastnega denarja za opravljanje javnih del. Pogosto so med seboj tekmovali, kdo se bo bolj izkazal. 
V dominatu (po letu 284) so cesarske finance zahtevale bolj drakonsko  pobiranja davkov in položaj dekuriona je prenehal biti statusni simbol in je postal nezaželena državna služba. Še vedno je bil omejen na aristokracijo, vendar je bil glavni poudarek očitno na pobiranju davkov. Od dekurionov se je pričakovalo tudi to, da bodo iz lastnih žepov pokrili morebitni davčni primanjkljaj. Številni dekurioni so nezakonito zapustili svoje položaje, da bi se rešili tega bremena. Če so jih ujeli, so jim zaplenili premoženje ali celo usmrtili.